# Kijkfile
Een kijkfile is een file die is ontstaan doordat weggebruikers uit nieuwsgierigheid afremmen en kijken naar een gebeurtenis (ongeval, kettingbotsing of pechgeval) die meestal op de andere rijbaan heeft plaatsgevonden. Het aandeel kijkfiles op het totaal aantal files is in Nederland minder dan 1%.
Een kijkfile wordt dikwijls als negatief beschouwd, maar in feite is het normaal dat er zo een file ontstaat. Bij een ongeval bijvoorbeeld moeten de eersten die het zien, ten minste vertragen om eventueel hulp te bieden of als getuigen op te treden.